# دیدیه آگاتا
دیدیه آگاتا (انگلیسی: Didier Agathe؛ زادهٔ ۱۶ اوت ۱۹۷۵) بازیکن فوتبال اهل فرانسه است.
از فیلم‌ها یا برنامه‌های تلویزیونی که وی در آن نقش داشته است می‌توان به شوت به افتخار اشاره کرد.
از باشگاه‌هایی که در آن بازی کرده است می‌توان به باشگاه فوتبال هیبرنین، باشگاه فوتبال استون ویلا، باشگاه ورزشی مون‌پلیه، و باشگاه فوتبال سلتیک اشاره کرد.